# Trentepohlia (Paramongoma) suffuscipes
Trentepohlia (Paramongoma) suffuscipes is een tweevleugelige uit de familie steltmuggen (Limoniidae). De soort komt voor in het Neotropisch gebied.